# Атмисский сельсовет
Атмисский сельсовет — муниципальное образование со статусом сельского поселения в Нижнеломовском районе Пензенской области Российской Федерации.
Административный центр — село Атмис.

## История
Статус и границы сельского поселения установлены Законом Пензенской области от 2 ноября 2004 года № 690-ЗПО «О границах муниципальных образований Пензенской области».

## Население
| 2002  | 2010  | 2012  | 2013  | 2014  | 2015  | 2016  |
| ----- | ----- | ----- | ----- | ----- | ----- | ----- |
| 2073  | ↘1713 | ↘1652 | ↘1605 | ↘1559 | ↘1520 | ↘1479 |
| 2017  | 2018  | 2021  |       |       |       |       |
| ↘1438 | ↘1417 | ↘1319 |       |       |       |       |

## Состав сельского поселения
| № | Населённый пункт | Тип населённого пункта       | Население |
| - | ---------------- | ---------------------------- | --------- |
| 1 | Атмис            | село, административный центр | ↘683      |
| 2 | Большой Мичкас   | село                         | ↘658      |
| 3 | Красный          | посёлок                      | 16        |
| 4 | Лещиново         | село                         | ↘297      |
| 5 | Майоровка        | деревня                      | 58        |
| 6 | Рабочий Уголок   | посёлок                      | 1         |